# Bettina Klein
Bettina Klein (* 1966 in Ost-Berlin) ist eine deutsche Hörfunk-Redakteurin und Moderatorin. Seit 2004 arbeitet sie für den Deutschlandfunk in Köln, seit März 2017 als EU-Korrespondentin in Brüssel.

## Leben
In der DDR war sie Volontärin bei einer Zeitung und studierte Journalistik in Leipzig. Nach einem erfolgreichen Ausreiseantrag 1989 war sie erneut Volontärin beim RIAS in Berlin und studierte Geschichte, Politik und Religionswissenschaften in Hannover und Berlin, wo sie Redakteurin und Moderatorin beim Deutschlandfunk, damals Deutschlandradio wurde und beim Zeitfunk, dazwischen lag eine Korrespondentenvertretung in Washington sowie ein Jahr auf Recherche in den USA. Marco Bertolaso, der später zum DLF kam, nennt Bettina Klein eine prägende Stimme des Deutschlandfunks.

## Werke
Sie ist Autorin und Mitautorin von fünf Sendungen des täglichen Magazins Hintergrund des Deutschlandfunks und anderer Radiosendungen.

## Publikationen
- Ein Jahr in Florida: Reise in den Alltag, Herder, Freiburg 2012, ISBN 978-3-451-06267-4.

## Auszeichnungen
- 2000: Platz 3 des Alternativen Medienpreises für Hörfunk
- 2015: Bundesverdienstkreuz am Bande